# Sosna drzewokosa
Sosna drzewokosa (Pinus ×rhaetica Brūgger) – drzewo iglaste z rodziny sosnowatych, mieszaniec międzygatunkowy sosny górskiej (P. mugo Turra) i sosny zwyczajnej (P. sylvestris L.).

## Morfologia
Jest to mieszaniec bardzo zróżnicowany genetycznie i morfologicznie. Występują zarówno formy krzewiaste, jak i drzewiaste. Wśród tych ostatnich zdarzają się drzewa o wysokości do 20 m. W wyższych położeniach górskich, gdzie dominuje kosodrzewina, mieszańce są bardziej do niej podobne, w niższych położeniach, gdzie dominuje sosna zwyczajna, są bardziej do niej podobne. W obrębie mieszańców sosny drzewokosej wyróżniono wiele notomorf, dawniej często sklasyfikowanych jako odrębne gatunki (np. Pinus uliginosa G.E.Neumann ex Wimm.).
Na podstawie pokroju i budowy kwiatów nie można odróżnić sosny drzewokosej od gatunków rodzicielskich. Szyszki mogą być podobne do obydwu gatunków wyjściowych, ale mogą też mieć cechy pośrednie. Najpewniejszą diagnostycznie cechą sosny drzewokosej jest liczba aparatów szparkowych, liczona na odcinku o długości 5 mm w środkowej, wypukłej części igły. Wynosi ona 50–55. Znaczenie diagnostyczne ma także stosunek szerokości igły do jej grubości (1,86–2,00) oraz kształt komórek epidermy (u sosny drzewokosej są kwadratowe lub prostokątne), liczba kanałów żywicznych (5–7), odległość między wiązkami przewodzącymi (130–190 μm). Charakterystyczne są także komórki występujące pomiędzy wiązkami i nad nimi. Zazwyczaj mają lekko zgrubiałe ściany komórkowe i występują między nimi pojedynczo lub w grupach komórki sklerenchymatyczne.

## Rozmieszczenie geograficzne
Występuje w Europie Środkowej i na Półwyspie Bałkańskim, najliczniej w Alpach Wschodnich oraz na torfowiskach na Słowacji i w Czechach. W Polsce występuje wyłącznie na południu, w górach: w Sudetach (w Górach Izerskich, Karkonoszach, w Górach Stołowych, w Górach Bystrzyckich i na Wielkim Torfowisku Batorowskim), Kotlinie Orawsko-Nowotarskiej i w Tatrach, głównie Tatrach Zachodnich (Boczań, Bobrowiec, Dolina Białego, Dolina Małej Łąki, Dolina nad Capkami, Dolina Olczyska, Dolina Strążyska, Opalony Wierch, Sarnia Skała, Siwarny Żleb, Siwarowy Żleb, Siwiańskie Turnie, Wielkie Koryciska, Wołoszyn). Na niżu znane jest jedno tylko jej stanowisko w Borach Dolnośląskich w Węglińcu.

## Zagrożenia i ochrona
Kategorie zagrożenia mieszańca:
- Kategoria zagrożenia w Polsce według Czerwonej listy roślin i grzybów Polski (2006)[6]: V (narażony na wyginięcie); 2016: EN (zagrożony)[7].
- Kategoria zagrożenia w Polsce według Polskiej Czerwonej Księgi Roślin: w 2001 r. VU (narażony), w 2014 r. EN (zagrożony)[8].

Głównym zagrożeniem dla sosny drzewokosej jest łatwość, z jaką krzyżuje się wstecznie z P. sylvestris i P. mugo.
W Polsce sosna drzewokosa jest objęta ścisłą ochroną. Jej stanowiska znajdują się na terenach objętych różnymi formami ochrony przyrody np. na obszarze ochrony ścisłej „Wielkie Torfowisko Batorowskie”.